# Yamanouchi Sugao
Yamanouchi Sugao (japanisch 山内 清男; * 2. Januar 1902 in Shitaya, Stadt Tokio (heute: Taitō, Tokio); † 29. August 1970 daselbst) war ein japanischer Archäologe, der zuletzt an der Seijō-Universität in Tokyo lehrte. Er war einer der führenden Forscher auf dem Gebiet der Jōmon-Zeit. Er erstellte anhand der Stratigraphie eine detaillierte Typologie der Schnurkeramik und eine vollständige, relative Chronologie der Jōmon-Zeit. Außerdem klärte er durch Untersuchungen der Keramiken und der Pflanzenfaserreste, wie die Schnurmuster aufgebracht worden waren.   

## Leben
Yamanouchi wurde 1902 als ältester Sohn von Yamanouchi Sōko, einem Japanischlehrer, im Tokyoter Stadtbezirk Shitaya (heute: Taitō) geboren. Bedingt durch einen Arbeitsplatzwechsel seines Vaters besuchte er eine Grundschule in der Präfektur Tochigi und kehrte 1910, als sein Vater seine Anstellung dort aufgab, mit ihm nach Tokyo zurück. Dort beendete er mit seinem Klassenkameraden, dem späteren Philosophen und Philologen Michitarō Tanaka (1902–1985), die Grundschule. Er setzte seine schulische Ausbildung 1914 an der Waseda-Mittelschule fort, an der auch sein Vater unterrichtete. Dort hörte er 1915 einen Vortrag über die Evolutionstheorie des bekannten Biologen Asajirō Oka (1868–1944), der den Darwinismus in Japan bekannt gemacht hat. Er las Darwins Werk Über die Entstehung der Arten im Original und vertiefte sein Interesse mit der Lektüre von Werken zum Neolamarckismus und zu Mendels und Edwin Conklins Vererbungslehre. 1917 kam er erstmals durch den Fundplatz und Muschelhaufen Horinouchi mit der Jōmon-Keramik in Berührung. Ende 1918 lernte er den Archäologen Iwao Ōba (1899–1975) kennen und besuchte erstmals Ryūzō Torii.
1919 schrieb er sich an der kaiserlichen Universität Tokyo ein und begann Anthropologie zu studieren. 1921 nahm er unter der Leitung von Ryūzō Torii an Ausgrabungen am Horinouchi-Muschelhaufen teil. Während einer Studienreise nach Matsudo entdeckte er mit den beiden jüngeren Kommilitonen Ichirō Yawata und Teiken Usami den Kamihongō-Muschelhaufen. Yamanouchi beschloss, sich auf die Vererbung zu konzentrieren, und stellte fortan Forschungen zur Anthropologie und Urgeschichte an. 1922 veröffentlichte er eine anthropologische Untersuchung der Bewohner des Landkreises Suwa. Wegen seines Interesses am Sozialismus und seiner Teilnahme an Ōsugi Sakaes Hokufukai geriet Yamanouchi von 1920 bis 1924 ins Blickfeld der Behörden. Er war gezwungen sich zu seiner Großmutter nach Kagoshima zu flüchten und sich dort immer wieder zu verstecken. 
1924 arbeitete Yamanouchi an der medizinischen Fakultät der Universität Tōhoku als Hilfskraft. Im gleichen Jahr untersuchte er zusammen mit Ichirō Yawata die Muschelhügel von Ogawa und Sanganji (三貫地貝塚). Etwa zur gleichen Zeit lernte er durch die Schriften von Oscar Montelius das  Prinzip des geschlossenen Fundes und auch das stratigraphische Prinzip kennen. Dies veranlasste ihn unmittelbar nach den Ausgrabungen der Muschelhaufen Matsumoto Hikoshichirō in Sendai zu besuchen. Matsumoto Hikoshichirō war der erste Forscher in Japan, der 1919 einen Muschelhügel in Satohama (里浜貝塚) stratigrafisch freigelegt hatte. In der Folge nahm er an Ausgrabungen in der gesamten Tōhoku-Region teil, sammelte stratigrafische Erkenntnisse und Informationen über Jōmon-Keramiken und veröffentlichte die Ergebnisse 1932 und 1933 unter dem Titel Nihon enko no bunka (日本遠古之文化) in der Zeitschrift Dolmen. 1933 gab er auf eigenen Wunsch seine Stelle an der Universität auf, kehrte nach Tokyo zurück und leitete eine Papeterie.
Ein Jahr später, 1934 kehrte er in den Wissenschaftsbetrieb zurück und gründete die „Forschungsgruppe für primitive Kulturen“ (原始文化研究会). Die Feststellung des relativen Alters mittels Chronologisierung der Keramikfunde, die auf das Expertentrio Yamanouchi, Yawato und Konō Isamu zurückging, wurde insbesondere von der jüngeren Generation positiv aufgenommen und auch von Oyama Kashiwa und dem von ihm gegründeten „Institut für Vorgeschichte“ (大山史前学研究所) unterstützt. Ihre Methode stand im Gegensatz und in der Konkurrenz zur Auffassung von Sadakichi Kita und der älteren Forschergeneration, deren Bestimmung auf den Darstellungen des Kojiki und Nihongi basierte und eher dem heuristischen Prinzip des Menschenverstandes folgte. Der Gegensatz dieser beiden Lehrmeinungen gipfelte im sogenannten „Minerva-Streit“ (ミネルヴァ論争).  
Anfang 1937 wurde die „Forschungsgruppe für primitive Kulturen“ in „Gesellschaft für prähistorische Archäologie“ (先史考古学会) umbenannt. Diese Gesellschaft gab dann auch die Zeitschrift für prähistorische Archäologie heraus, in deren erster Ausgabe Yamanouchi eine Typologie und Klassifikation der Jōmon-Keramiken nebst einer Chronologie vorstellte. 1939 erschien der erste Teil des „Bildlexikons prähistorischer Irdenwaren Japans - die Kantō Region“ (日本先史土器図譜　第一部・関東地方). Noch während der Vorbereitung des zweiten Teils zur Tōhoku-Region wurde Yamanouchi nach Sendai evakuiert, wo im Mai 1945 während eines Luftangriffs Fotografien und Fundstücke, die Chōsuke Serizawa aufbewahrt hatte, verbrannten. Die Veröffentlichung des zweiten Teils wurde dadurch unmöglich gemacht.
1946 führte er zusammen mit Namio Egami (1906–2002) Prospektionen in Mandschukuo und Nord-China durch. Nach dem Ende des Krieges kehrte er nach Japan zurück und übernahm als Vertretung für Ichirō Yawata den Lehrstuhl an der Kaiserlichen Universität Tokyo. Ein Jahr später erhielt er eine ordentliche Professur am anthropologischen Lehrstuhl. Yamanouchi führte die Forschung der Vorkriegszeit fort und veröffentlichte 1962 eine zusammenfassende Darstellung: Nihon senshi doki no jōmon (日本先史土器の縄紋, etwa: „Schnurmuster prähistorischer Irdenwaren Japans“). Für diese Abhandlung erhielt er den akademischen Grad eines Doktor phil. an der Universität Kyoto. Zur gleichen Zeit erreichte er die Altersgrenze, schied an der Tōdai Universität aus dem Dienst aus und lehrte fortan an der Seijō-Universität. 
Yamanouchi starb am 29. August 1970 im Alter von 68 Jahren an einer Lungenentzündung.

## Werke (Auswahl)
- Sugao Yamanouchi: 日本旧石器時代 (etwa: Das japanische Paläolithikum). Iwanami, 1982, ISBN 978-4-0-0420209-7
- Sugao Yamanouchi: 日本先史土器図譜・第一部―関東地方・第一輯~第十輯 (etwa: Bildlexikon prähistorischer Irdenwaren Japans - Teil I die Kantō Region). 1939–1941
- Sugao Yamanouchi: 日本考古学の秩序 (etwa: Methoden der japanischen Archäologie). Minerva Nr. 4, Kanrinshōbo, 1936